# صندلی‌ها

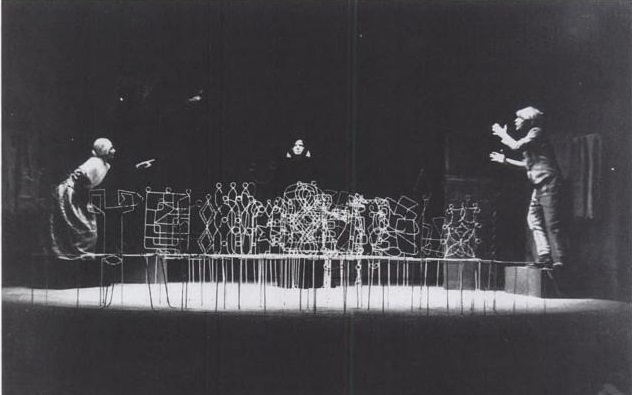
نگاره‌ای از اجرای نمایش صندلی‌ها.

صندلی‌ها (به فرانسوی Les Chaises) نام یک نمایشنامه است از اوژن یونسکو، نویسندهٔ اهل رومانی، که احمد کامیابی مسک به پارسی برگردانده است. این کتاب یکی از آثار ادبی برجستهٔ جهان در قرن بیستم است که در قالب نمایشنامه می‌باشد.
مهدی زمانیان و سحر داوری نیز این نمایشنامه را به پارسی برگردانده‌اند.